# 二硫化硅
二硫化硅是化学式为SiS2的无机化合物。与二氧化硅类似，这种材料是聚合物，但它的一维结构与通常形态的二氧化硅不同。 

## 制备
这种物质可由单质共热直接化合制得，或由硫化氢与硅共热，也可以由SiO2与Al2S3反应制得：
Si + 2 H2S —2073K→ SiS2 + 2 H2
3 SiO2 + 2 Al2S3 —1373K→ 3 SiS2 + 2 Al2O3

## 结构
这种物质的结构中含有共用顶角的配位四面体，如Si(μ-S)2Si(μS)2等。令人好奇的是，Si—Si键的键长为214皮米，比通常的硅硅单键要短。

## 性质
与其他硅硫化合物类似（例如双(三甲基硅基)硫醚），SiS2容易水解并产生H2S。
二硫化硅可以和碱金属硫化物反应，产生硫代硅酸盐：
M2S + SiS2 → M2SiS3 （M＝碱金属）
SiS2被认为在某些星际物质中存在。